# Talyllyn (Lokomotive)
Talyllyn ist eine Schmalspur-Dampflokomotive. Sie wurde 1864 von Fletcher, Jennings & Co. gebaut und ist eine der ältesten noch in Betrieb befindlichen Lokomotiven. Sie wurde am 24. September 1864 an die Talyllyn Railway geliefert und verkehrt noch immer auf dieser Bahnstrecke.

## Geschichte
Die Talyllyn Railway bestellte für ihre Eröffnung im Jahr 1865 zwei Lokomotiven, Talyllyn und Dolgoch. Beide wurden von Fletcher, Jennings & Co. aus Whitehaven gebaut, allerdings nach zwei sehr unterschiedlichen Entwürfen. Talyllyn war der erste Auftrag, den das Unternehmen nach Nordwales lieferte, und die erste Schmalspurlokomotive, die mit Blechrahmen gebaut wurde. Sie wurde nach dem Plan der C-Klasse des Unternehmens gebaut, obwohl sie das erste Mitglied ihrer Baureihe war, das für eine Spurweite von weniger als 813 mm gebaut wurde.
Die Satteltanklokomotive wurde ursprünglich mit zwei Treibachsen mit offenem Führerhaus geliefert. Frühe Tests auf der Bahn zeigten, dass diese Achsanordnung zu inakzeptablen vertikalen Schwingungen führte, und im Januar 1867 wurde Talyllyn an ihren Hersteller zurückgeschickt, um eine Laufachse einzubauen, wodurch sie zu einer B1 wurde. Anschließend wurde in den Werkstätten der Bahn in Pendre ein Führerstand eingebaut.
Ein ungewöhnliches Merkmal des Umbaus der Lokomotive zu einer B1-Radanordnung ist, dass die Laufachse starr am Rahmen befestigt war, was zu einem Gesamtradstand von 8 Fuß führte. Die meisten B1-Lokomotiven haben Nachlaufachsen, die unabhängig vom Rahmen schwenkbar sind, wodurch ein langer fester Radstand vermieden wird. Um den langen Radstand von Talyllyn unterzubringen, wurde die Spurweite der Talyllyn Railway geringfügig auf 2 Fuß 3½ Zoll bis 2 Fuß 4 Zoll erhöht.
Um 1900 wurde die Lokomotive ein zweites Mal zu Fletcher Jennings zurückgebracht, wobei der Grund für diesen Werkstattaufenthalt nicht dokumentiert ist. Im Laufe der Jahre wurden in Pendre auch Reparaturen und Verbesserungen vorgenommen, darunter Änderungen am Führerstand, der Einbau einer Fußplatte an der Vorderseite der Lokomotive und eines Sandkastens. Ebenfalls um 1900 wurde in Pendre ein neuer, von W. G. Bagnall gelieferter Rahmensatz eingebaut.
Talyllyn blieb auf der ursprünglichen Eisenbahn in Betrieb. Zur Zeit des Zweiten Weltkriegs war sie in einem sehr schlechten Zustand, da sie die beliebtere der beiden Lokomotiven war und häufiger eingesetzt wurde. 1945 wurde sie ausgemustert, da ihr Kessel und ihre Feuerbüchse nicht mehr zu gebrauchen oder zu reparieren waren. Zu diesem Zeitpunkt trug die Lokomotive noch ihren ursprünglichen Kessel von 1864.

## Wiederinbetriebnahme
Nach der Rettung der Talyllyn Railway im Jahr 1951 wurde die Talyllyn untersucht und eine Wiederinbetriebnahme als unwirtschaftlich eingestuft. Als sich die Lage der Bahn jedoch besserte, wurde es möglich, eine umfassende Überholung in Betracht zu ziehen. Im Jahr 1957 wurde die Lokomotive zu den Gibbons Brother’s Brierly Hill Engineering Works in Lenches Bridge in Pensnett geschickt, wo sie komplett erneuert wurde. Es wurden ein neuer Kessel, ein Satteltank und ein Bunker gebaut, und die Lokomotive wurde 1958 wieder in Betrieb genommen.
Die Kesselfrist ist seit 2018 abgelaufen. Die Lokomotive soll nach Instandsetzung wieder in Betrieb genommen werden.